# Campo magnético terrestre

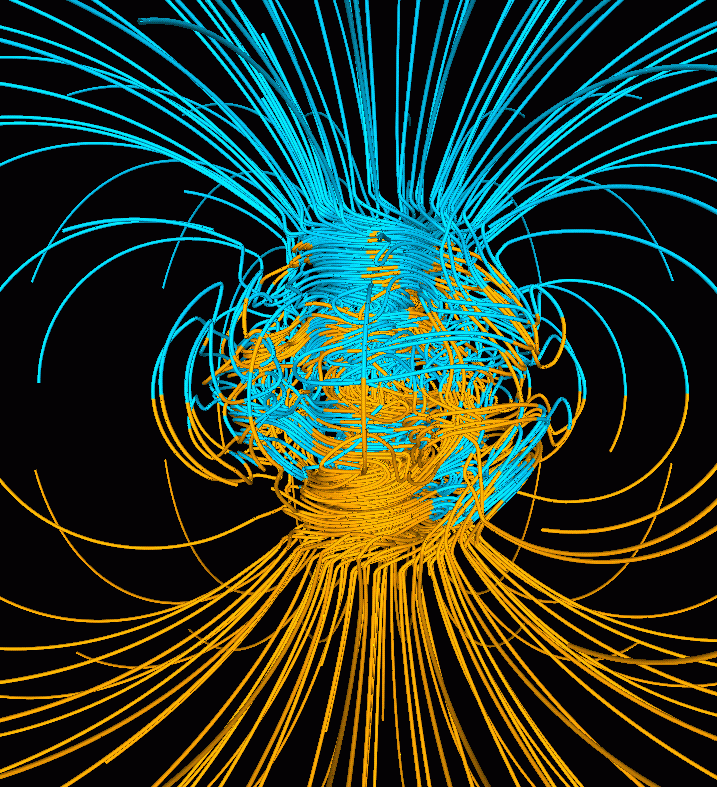
Simulação por computador do campo magnético da Terra em um período de polaridade normal entre reversões. As linhas representam a magnetosfera, sendo as azuis quando o campo aponta para o centro e as amarelas quando estão indo para fora. O eixo de rotação da Terra é centralizado e vertical. Os densos aglomerados de linhas estão dentro do núcleo da Terra.

Campo magnético terrestre, também conhecido como campo geomagnético, é o campo magnético que se estende do interior da Terra para o espaço, onde interage com o vento solar, um fluxo de partículas carregadas que emanam do Sol. O campo magnético é gerado por correntes elétricas devido ao movimento das correntes de convecção de uma mistura de ferro e níquel fundidos no núcleo externo da Terra: essas correntes de convecção são causadas pelo calor que sai do núcleo, um processo natural chamado geodinamismo.
A magnitude do campo magnético da Terra em sua superfície varia de 25 a 65 microteslas (0,25 a 0,65 gauss). Como aproximação, é representado por um campo de um dipolo magnético atualmente inclinado em um ângulo de cerca de 11 graus em relação ao eixo de rotação da Terra, como se houvesse um imã enorme colocado nesse ângulo através do centro da Terra. O polo geomagnético norte, localizado em 2015 na ilha Ellesmere, Nunavut, Canadá, no hemisfério norte, é na verdade o polo sul do campo magnético da Terra, e vice-versa.
Enquanto os polos magnéticos do norte e do sul geralmente estão localizados próximo aos polos geográficos, eles se movem lenta e continuamente ao longo das escalas de tempo geológicas, mas suficientemente devagar para que as bússolas comuns continuem sendo úteis para a navegação. No entanto, em intervalos irregulares de várias centenas de milhares de anos, ocorre a inversão geomagnética e os polos magnéticos norte e sul, respectivamente, mudam abruptamente de lugar. Essas reversões dos polos geomagnéticos deixam um registro em rochas valiosas para os paleomagnetistas no cálculo de campos geomagnéticos no passado. Essas informações, por sua vez, são úteis no estudo dos movimentos dos continentes e do fundo do oceano no processo de placas tectônicas.
A magnetosfera é a região acima da ionosfera que é definida pela extensão do campo magnético da Terra no espaço. Ela se estende por várias dezenas de milhares de quilômetros ao espaço, protegendo a Terra das partículas carregadas do vento solar e dos raios cósmicos que, de outra forma, destruiriam a atmosfera superior, incluindo a camada de ozônio que protege o planeta da radiação ultravioleta.

## Importância

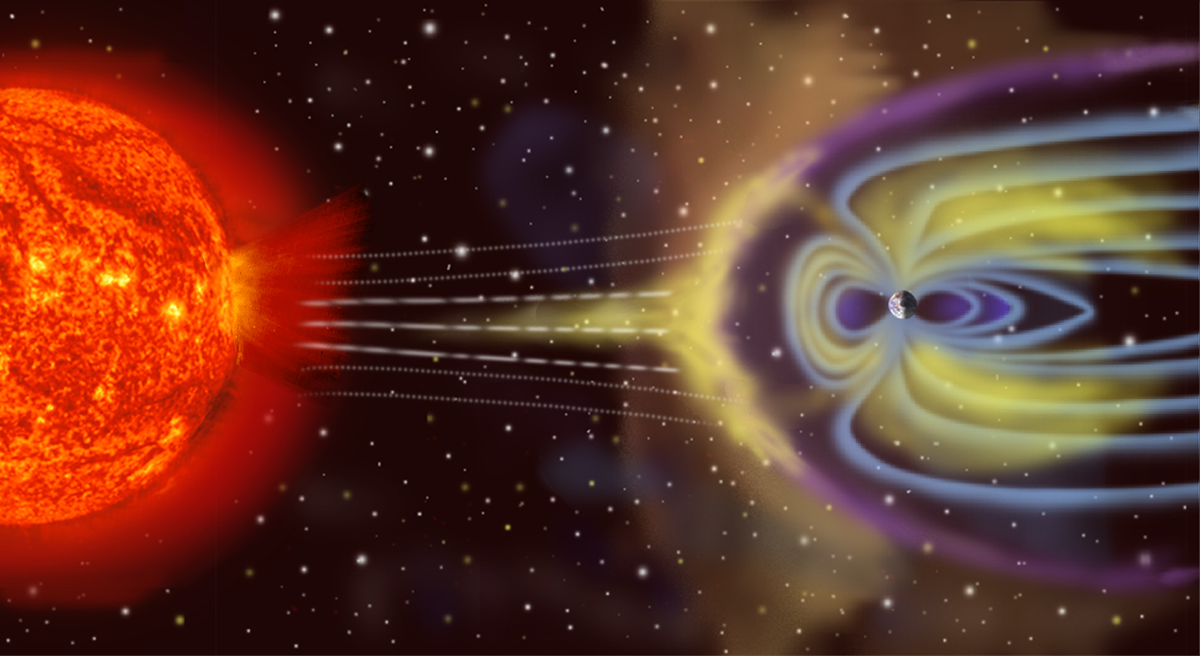
A magnetosfera protege a superfície da Terra das partículas carregadas do vento solar. É comprimida no lado diurno (Sol) devido à força das partículas que chegam, e estendido no lado noturno.

O campo magnético da Terra serve para desviar a maior parte do vento solar, cujas partículas carregadas arrancariam a camada de ozônio que protege a Terra da radiação ultravioleta prejudicial. Um mecanismo de decapagem faz com que o gás seja capturado em bolhas de campo magnético, que são arrancadas pelos ventos solares. Cálculos da perda de dióxido de carbono da atmosfera de Marte, resultante da eliminação de íons pelo vento solar, indicam que a dissipação do campo magnético marciano causou uma perda quase total de sua atmosfera.
O estudo do campo magnético passado da Terra é conhecido como paleomagnetismo. A polaridade do campo magnético da Terra é registrada em rochas ígneas e, portanto, as reversões do campo são detectáveis como "listras" centradas nas dorsais oceânicas onde o fundo do mar está se espalhando, enquanto a estabilidade dos polos geomagnéticos entre as inversões permitiu aos paleomagnetistas rastrear o movimento passado dos continentes. As reversões também fornecem a base para a magnetostratigrafia, uma maneira de datar rochas e sedimentos. O campo também magnetiza a crosta, e anomalias magnéticas podem ser usadas para procurar depósitos de minérios metálicos.
Os seres humanos têm usado bússolas para encontrar direção desde o século XI e para navegação desde o século XII. Embora a declinação magnética mude com o tempo, esse desvio é lento o suficiente para que uma simples bússola possa permanecer útil para a navegação. Usando a magnetorrecepção, vários outros organismos, desde alguns tipos de bactérias até pombos, usam o campo magnético da Terra para orientação e navegação.

## Características
Em qualquer local, o campo magnético da Terra pode ser representado por um vetor tridimensional. Um procedimento típico para medir sua direção é usar uma bússola para determinar a direção do norte magnético. Seu ângulo em relação ao norte verdadeiro é a declinação (D) ou variação. Diante do norte magnético, o ângulo que o campo faz com a horizontal é a inclinação (I) ou mergulho magnético. A intensidade (F) do campo é proporcional à força que exerce sobre um ímã. Outra representação comum está nas coordenadas X (norte), Y (leste) e Z (abaixo).

Sistemas de coordenadas comuns usados para representar o campo magnético da Terra.

### Declinação

Declinação do campo magnético terrestre entre 1590 e 1990

A declinação é positiva para um desvio para leste do campo em relação ao norte verdadeiro. Pode ser estimada comparando a direção norte/sul magnética em uma bússola com a direção de um polo celeste.

### Intensidade
A intensidade do campo é frequentemente medida em gauss (G), mas geralmente é relatada em nanoteslas (nT), com 1 G = 100 000 nT. Um nanotesla também é chamada de gama (γ) O tesla é a unidade SI do campo magnético; o campo da Terra varia entre aproximadamente 25 000 e 65 000 nT (0,25-0,65 G) Em comparação, um imã de geladeira forte possui um campo de cerca de 10 000 000 nanoteslas (100 G).
Um mapa de contornos de intensidade é chamado de gráfico isodinâmico. Como mostra o Modelo Magnético Mundial, a intensidade tende a diminuir dos polos para o equador. Uma intensidade mínima ocorre na Anomalia do Atlântico Sul na América do Sul, enquanto existem máximos no norte do Canadá, na Sibéria e na costa da Antártica, ao sul da Austrália.

### Inclinação
A inclinação é dada por um ângulo que pode assumir valores entre -90° (acima) e 90° (abaixo). No hemisfério norte, o campo aponta para baixo. Isto está logo abaixo do Polo Norte Magnético e gira para cima à medida que a latitude diminui até ficar na horizontal (0°) no equador magnético. Ele continua a girar para cima até chegar ao Polo Magnético Sul. A inclinação pode ser medida com um círculo de imersão.

### Variação geográfica
Componentes do campo magnético da Terra na superfície do Modelo Magnético Mundial para 2015.
- Intensidade
- Inclinação
- Declinação

### Aproximação dipolar

A variação entre o norte magnético (N _{m}) e o norte "verdadeiro" (N _{g}).

Perto da superfície da Terra, o campo magnético funciona como um dipolo magnético posicionado no centro do planeta e inclinado em um ângulo de cerca de 11° em relação ao eixo rotacional dele. O dipolo é equivalente a um poderoso ímã, com seu polo sul apontando para o Polo Norte geomagnético. Como o polo norte de um ímã atrai os polos sul de outros ímãs e repele os polos norte, ele deve ser atraído pelo polo sul do ímã da Terra. O campo dipolar é responsável por 80-90% do campo na maioria dos locais.

### Polos magnéticos

O movimento do Polo Magnético Norte da Terra através do Ártico canadense.

Historicamente, os polos norte e sul de um ímã foram definidos pela primeira vez pelo campo magnético da Terra, e não vice-versa, uma vez que um dos primeiros usos de um ímã foi como uma agulha de bússola. O polo norte de um ímã é atraído pelo polo magnético norte da Terra quando o ímã é suspenso e pode girar livremente. Como polos opostos se atraem, o Polo Magnético Norte da Terra é, na verdade, o polo sul do seu campo magnético (o local onde o campo é direcionado para baixo na Terra).
As posições dos polos magnéticos podem ser definidas de pelo menos duas maneiras: local ou globalmente. A definição local é o ponto em que o campo magnético é vertical. Isto pode ser determinado medindo a inclinação do campo da Terra, que é de 90° (para baixo) no Polo Magnético Norte e de -90° (para cima) no Polo Magnético Sul. Os dois polos vagam independentemente um do outro e não estão diretamente opostos um ao outro no globo. Movimentos de até 40 quilômetros por ano foram observados no Polo Magnético Norte, que está migrando para noroeste nos últimos 180 anos, de Cape Adelaide, na Península de Boothia, em 1831, para Resolute Bay em 2001, a 600 quilômetros.

## Magnetosfera

Renderização artística da estrutura de uma magnetosfera. 1) Arco de choque.
2) Magnetobainha. 3) Magnetopausa.
4) Magnetosfera. 5) Cauda magnetosférica norte.
6) Cauda magnetosférica sul. 7) Plasmasfera.

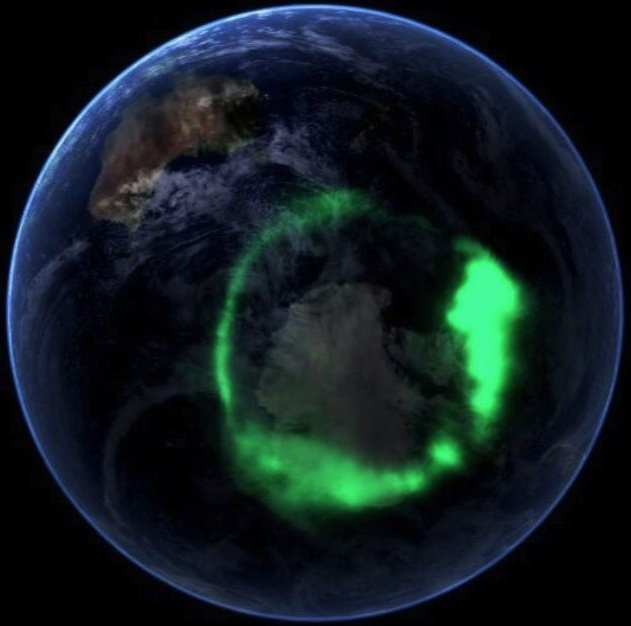
Uma aurora austral em 11 de setembro de 2005 vista do espaço por um satélite da NASA

O campo magnético da Terra, predominantemente dipolar em sua superfície, sendo distorcido ainda mais pelo vento solar, é um fluxo de partículas carregadas que saem da coroa solar e aceleram a uma velocidade de 200 a 1 000 quilômetros por segundo. Eles carregam consigo um campo magnético, o campo magnético interplanetário (FMI).
O vento solar exerce uma pressão e, se pudesse alcançar a atmosfera da Terra, iria desgastá-la. No entanto, é mantido afastado pela pressão do campo magnético da Terra. A magnetopausa, a área onde as pressões se equilibram, é o limite da magnetosfera. Apesar do nome, a magnetosfera é assimétrica, com o lado solar saindo a cerca de 10 raios terrestres, enquanto o outro lado se alonga em uma cauda magnetosférica que se estende para além de 200 raios terrestres. Na direção solar da magnetopausa está o choque em arco, a área onde o vento solar diminui abruptamente.
Dentro da magnetosfera está a plasmasfera, uma região em forma de anel contendo partículas carregadas de baixa energia, ou plasma. Esta região começa na altura de 60 km, estende-se até a 3 ou 4 raios terrestres e inclui a ionosfera. Esta região gira com a Terra. Existem também duas regiões concêntricas em forma de pneu, chamadas de cinturões de Van Allen, com íons de alta energia (energias de 0,1 a 10 milhões de elétron-volts (MeV)). A parte interna vai de 1–2 raios terrestres, enquanto a parte externa está a 4-7 raios terrestres. A plasmasfera e os cinturões de Van Allen têm uma sobreposição parcial, mas isto varia muito com a atividade solar.
Além de desviar o vento solar, o campo magnético da Terra desvia os raios cósmicos, partículas carregadas de alta energia que vêm principalmente de fora do Sistema Solar. Muitos raios cósmicos são mantidos fora do Sistema Solar pela magnetosfera do Sol, ou heliosfera. Por outro lado, os astronautas na Lua correm o risco de serem expostos à radiação. Qualquer um que estivesse na superfície da Lua durante uma erupção solar particularmente violenta em 2005 teria recebido uma dose letal de radiação.
Algumas das partículas carregadas entram na magnetosfera. Eles espiralam em torno das linhas de campo, oscilando entre os polos várias vezes por segundo. Além disso, os íons positivos flutuam lentamente para o oeste e os íons negativos flutuam para o leste, dando origem a uma corrente de anel. Essa corrente reduz o campo magnético na superfície da Terra. Partículas que penetram na ionosfera e colidem com os átomos de lá dão origem às luzes das auroras e também emitem raios-X.
As condições variadas na magnetosfera, conhecidas como clima espacial, são amplamente impulsionadas pela atividade solar. Se o vento solar é fraco, a magnetosfera se expande; quando é forte, ela se comprime. Períodos de atividade particularmente intensa, chamados tempestades geomagnéticas, podem ocorrer quando uma ejeção de massa coronal irrompe acima do Sol e envia uma onda de choque através do Sistema Solar. Essa onda pode levar apenas dois dias para chegar à Terra. Tempestades geomagnéticas podem causar muitas perturbações; a tempestade solar de 2003 danificou mais de um terço dos satélites da NASA. A maior tempestade documentada ocorreu em 1859. Ela induziu correntes fortes o suficiente para queimar linhas telegráficas e auroras foram relatadas até no sul do Havaí.

## Dependência de tempo

### Variações de curto prazo

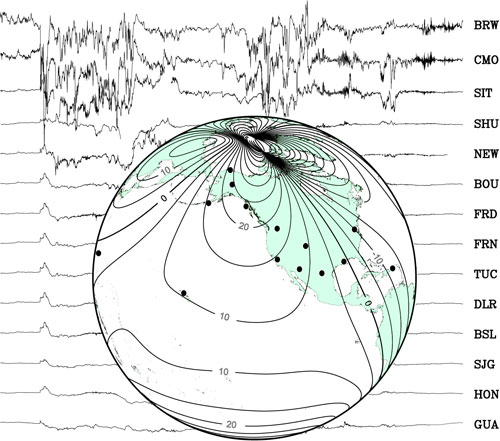
Antecedentes: um conjunto de vestígios de observatórios magnéticos mostrando uma tempestade magnética em 2000.
Globo: mapa que mostra a localização dos observatórios e linhas de contorno dando intensidade magnética horizontal em μ T.

O campo geomagnético muda em escalas de tempo de milissegundos a milhões de anos. As escalas de tempo mais curtas surgem principalmente de correntes na ionosfera (região do dínamo ionosférico) e na magnetosfera, e algumas mudanças podem ser atribuídas a tempestades geomagnéticas ou variações diárias de correntes. As mudanças em escalas de um ano ou mais refletem principalmente mudanças no interior da Terra, particularmente o núcleo rico em ferro.
Frequentemente, a magnetosfera da Terra é atingida por erupções solares, que causam tempestades geomagnéticas e provocam as auroras. A instabilidade de curto prazo do campo magnético é medida com o índice K.
Dados do THEMIS mostram que o campo magnético, que interage com o vento solar, é reduzido quando a orientação magnética está alinhada entre o Sol e a Terra - o que é o oposto da hipótese anterior. Tempestades solares podem causar apagões e danificar satélites artificiais.

### Variação secular

Contornos de declinação estimados por ano, 1590 a 1990 (clique para ver a variação).

Força do componente dipolar axial do campo magnético da Terra de 1600 a 2020.

Mudanças no campo magnético da Terra em uma escala de tempo de um ano ou mais são chamadas de variação secular. Ao longo de centenas de anos, a declinação magnética é observada a variar em dezenas de graus. A animação mostra como as declinações globais mudaram nos últimos séculos.
A direção e a intensidade do dipolo mudam com o tempo. Nos últimos dois séculos, a força dipolar diminuiu a uma taxa de cerca de 6,3% por século. Nesse ritmo de queda, o campo magnético se tornaria insignificante em cerca de 1600 anos. No entanto, essa força é aproximadamente a média dos últimos 7 mil anos e a atual taxa de mudança não é incomum.
Uma característica proeminente na parte não dipolar da variação secular é uma deriva para o oeste a uma taxa de cerca de 0,2 grau por ano. Essa deriva não é a mesma em todos os lugares e variou ao longo do tempo. A deriva global média tem sido para o oeste desde cerca de 1400 DC, mas para leste entre cerca de 1000 DC e 1400 DC.
As alterações anteriores ao surgimento dos observatórios magnéticos são registradas em materiais arqueológicos e geológicos. Tais alterações são chamadas de variação secular paleomagnética ou variação paleossecular (PSV). Os registros normalmente incluem longos períodos de pequenas mudanças, com grandes mudanças ocasionais, refletindo excursões e reversões geomagnéticas.

### Reversões de campo magnético

Polaridade geomagnética durante o final da Era Cenozóica. As áreas escuras indicam períodos em que a polaridade corresponde à polaridade de hoje, as áreas claras indicam períodos em que essa polaridade foi revertida

Embora geralmente o campo magnético terrestre seja aproximadamente dipolar, com um eixo quase alinhado com o eixo rotacional, ocasionalmente os polos geomagnéticos norte e sul trocam de lugar. Evidências para essas reversões geomagnéticas podem ser encontradas em basaltos, núcleos de sedimentos retirados do fundo do oceano e anomalias magnéticas no fundo do mar. As reversões ocorrem quase aleatoriamente no tempo, com intervalos entre reversões que variam de menos de 0,1 milhão de anos a até 50 milhões de anos. A mais recente reversão geomagnética, chamada de Brunhes-Matuyama, ocorreu cerca de 780 mil anos atrás. Um fenômeno relacionado, uma excursão geomagnética, equivale a uma reversão incompleta, sem alteração na polaridade.
O campo magnético do passado é registrado principalmente por minerais fortemente magnéticos, particularmente óxidos de ferro como a magnetita, que podem mostrar um momento magnético permanente. Essa magnetização remanescente, ou remanência, pode ser adquirida de mais de uma maneira. Nos fluxos de lava, a direção do campo é "congelada" em pequenos minerais à medida que esfriam, dando origem a uma magnetização remanescente térmica. Nos sedimentos, a orientação das partículas magnéticas adquire um leve viés em direção ao campo magnético, à medida que são depositadas no fundo do oceano ou no fundo de um lago. Isto se chama magnetização remanescente detrital.
A magnetização termorremanente é a principal fonte das anomalias magnéticas em torno das cordilheiras do meio do oceano. À medida que o fundo do mar se espalha, o magma brota do manto, esfria para formar nova crosta basáltica em ambos os lados da cordilheira e é levado para longe pela propagação do fundo do mar. Enquanto esfria, registra a direção do campo magnético da Terra. Quando o campo se inverte, o novo basalto registra a direção invertida. O resultado é uma série de listras simétricas em relação à crista. Um navio que reboca um magnetômetro na superfície do oceano pode detectar essas faixas e inferir a idade do fundo do oceano abaixo. Isto fornece informações sobre a taxa com que o fundo do mar se espalhou no passado.
A datação radiométrica dos fluxos de lava tem sido usada para estabelecer uma escala de tempo de polaridade geomagnética, parte da qual é mostrada na imagem. Isso forma a base da magnetostratigrafia, uma técnica de correlação geofísica que pode ser usada para datar sequências sedimentares e vulcânicas, bem como anomalias magnéticas no fundo do mar.
Variações temporárias da inclinação do dipolo que levam o eixo do dipolo através do equador e depois voltam à polaridade original são conhecidas como excursões.

### Primeira aparência
Estudos paleomagnéticos de lava paleoarqueana na Austrália e de conglomerados na África do Sul concluíram que o campo magnético está presente desde pelo menos 3,45 bilhões de anos atrás.

### Futuro

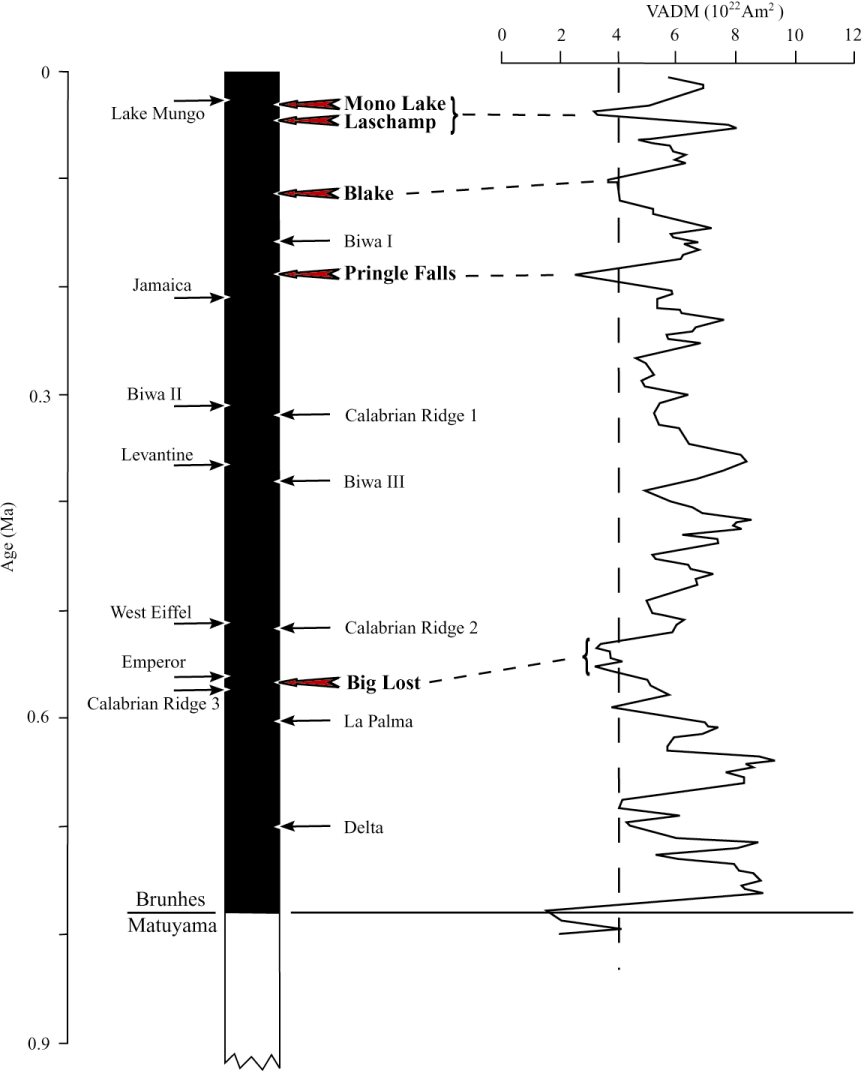
Variações no momento dipolar axial virtual desde a última reversão.

Atualmente, o campo geomagnético geral está se tornando mais fraco; a forte deterioração atual corresponde a um declínio de 10 a 15% nos últimos 150 anos e se acelerou nos últimos anos; a intensidade geomagnética diminuiu quase continuamente de um máximo de 35% acima do valor moderno, alcançado aproximadamente 2 000 anos atrás. No entanto, a taxa de diminuição e a força atual estão dentro da faixa normal de variação, como mostra o registro de campos magnéticos passados registrados em rochas.
O polo norte magnético da Terra está flutuando do norte do Canadá para a Sibéria com uma taxa atualmente acelerada - 10 quilômetros por ano, no início do século XX, até 40 quilômetros por ano em 2003 e, desde então, apenas acelerou. Segundo um estudo desenvolvido pela Universidade de Leeds, o norte magnético deve continuar avançando em direção à Rússia. De acordo com esta pesquisa, o deslocamento tem alcançado valores entre 50 e 60 km por ano.

## Origem física

### O núcleo da Terra e o geodinamo

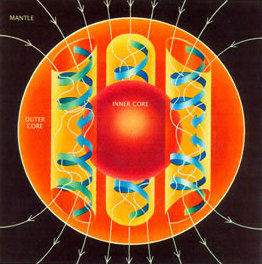
Um esquema que ilustra a relação entre o movimento do fluido condutor, organizado em rolos pela força de Coriolis e o campo magnético que o movimento gera.

A Terra e a maioria dos planetas do Sistema Solar, assim como o Sol e outras estrelas, geram campos magnéticos através do movimento de fluidos eletricamente condutores. O campo da Terra se origina em seu núcleo. Esta é uma região de ligas de ferro que se estende a cerca de 3 400 km (o raio da Terra é 6370 km). É dividido em um núcleo interno sólido, com um raio de 1 220 km, e um núcleo externo líquido. O movimento do líquido no núcleo externo é impulsionado pelo fluxo de calor do núcleo interno, que é de cerca de 6 000 K (ou 5 730 ºC), até a fronteira núcleo-manto, que é de cerca de 3 800 K (ou 3 530 ºC). O calor é gerado pela energia potencial liberada pelos materiais mais pesados que afundam em direção ao núcleo (diferenciação planetária), bem como pelo decaimento dos elementos radioativos no interior. O padrão de fluxo é organizado pela rotação da Terra e pela presença do núcleo interno sólido do planeta.
O mecanismo pelo qual a Terra gera um campo magnético é conhecido como dínamo. O campo magnético é gerado por fluidos condutores de eletricidade em rotação e convecção (lei circuital de Ampère); um campo magnético variável gera um campo elétrico (lei de Faraday); e os campos elétrico e magnético exercem uma força sobre as cargas que fluem em correntes (a força de Lorentz). Esses efeitos podem ser combinados em uma equação diferencial parcial para o campo magnético chamada equação de indução magnética,
{\displaystyle {\frac {\partial \mathbf {B} }{\partial t}}=\eta \nabla ^{2}\mathbf {B} +\nabla \times (\mathbf {u} \times \mathbf {B} ),}
onde u é a velocidade do fluido; B é o campo magnético B; e η=1/σμ é a difusividade magnética, inversamente proporcional ao produto da condutividade elétrica σ e da permeabilidade μ.
O primeiro termo no lado direito da equação de indução é um termo de difusão. Em um fluido estacionário, o campo magnético diminui e qualquer concentração de campo se espalha. Se o dínamo da Terra se desligasse, a parte dipolar desapareceria em algumas dezenas de milhares de anos.
Em um condutor perfeito ({\displaystyle \sigma =\infty \;}), não haveria difusão. Pela lei de Lenz, qualquer mudança no campo magnético seria imediatamente oposta às correntes, de modo que o fluxo através de um determinado volume de fluido não poderia mudar. À medida que o fluido se movesse, o campo magnético o acompanharia. O teorema que descreve esse efeito é chamado de teorema de congelados em campo. Mesmo em um fluido com condutividade finita, um novo campo é gerado esticando as linhas de campo à medida que o fluido se move de maneiras que o deformam. Esse processo poderia continuar gerando um novo campo indefinidamente, não fosse o fato de que, à medida que o campo magnético aumenta de força, ele passa a resistir ao movimento dos fluidos.
O movimento do fluido é sustentado por convecção, movimento impulsionado por flutuabilidade. A temperatura aumenta em direção ao centro da Terra, e a temperatura mais alta do fluido mais abaixo o torna flutuante. Essa flutuabilidade é aprimorada pela separação química: à medida que o núcleo esfria, um pouco do ferro fundido solidifica e é agregado ao núcleo interno. No processo, elementos mais leves são deixados para trás no fluido, tornando-o mais leve. Isso é chamado de convecção composicional. Um efeito Coriolis, causado pela rotação planetária geral, tende a organizar o fluxo em rolos alinhados ao longo do eixo polar norte-sul.
Um dínamo pode amplificar um campo magnético, mas precisa de um campo "semente" para iniciá-lo. Para a Terra, este pode ter sido um campo magnético externo. No início de sua história, o Sol passou por uma fase T Tauri, na qual o vento solar teria um campo magnético algumas ordens de magnitude maior que o atual vento solar. No entanto, grande parte do campo pode ter sido filtrada pelo manto da Terra. Uma fonte alternativa são as correntes no limite do núcleo-manto, impulsionadas por reações químicas ou variações na condutividade térmica ou elétrica. Tais efeitos ainda podem fornecer um pequeno viés que faz parte das condições de contorno do geodínamo.
O campo magnético médio no núcleo externo da Terra foi calculado em 25 gausses, 50 vezes mais forte que o campo na superfície.

### Modelos numéricos
Simular o geodínamo requer resolver numericamente um conjunto de equações diferenciais parciais não lineares para a magnetoidrodinâmica (MHD) do interior da Terra. A simulação das equações MHD é realizada em uma grade 3D de pontos e a finura da grade, que em parte determina o realismo das soluções, é limitada principalmente pela potência do computador. Durante décadas, os teóricos limitaram-se a criar modelos de computador com dínamo cinemático nos quais o movimento do fluido é escolhido com antecedência e o efeito no campo magnético calculado. A teoria do dínamo cinemático era principalmente uma questão de tentar diferentes geometrias de fluxo e testar se tais geometrias poderiam sustentar um dínamo.
Os primeiros modelos de dínamo autoconsistentes, que determinam os movimentos de fluidos e o campo magnético, foram desenvolvidos por dois grupos em 1995, um no Japão e um nos Estados Unidos. Este último recebeu atenção porque reproduziu com sucesso algumas das características do campo da Terra, incluindo reversões geomagnéticas.

### Correntes na ionosfera e magnetosfera
Correntes elétricas induzidas na ionosfera geram campos magnéticos (região do dínamo ionosférico). Esse campo é sempre gerado perto de onde a atmosfera está mais próxima do Sol, causando alterações diárias que podem desviar os campos magnéticos da superfície em até um grau. As variações diárias típicas da intensidade do campo são de cerca de 25 nanoteslas (nT) (uma parte em 2 000), com variações ao longo de alguns segundos, tipicamente em torno de 1 nT (uma parte em 50 000).

## Medição e análise

### Detecção
A força do campo magnético da Terra foi medida por Carl Friedrich Gauss em 1832 e tem sido repetidamente medida desde então, mostrando um declínio relativo de cerca de 10% nos últimos 150 anos. O satélite Magsat e satélites posteriores usaram magnetômetros vetoriais de 3 eixos para sondar a estrutura 3D do campo magnético da Terra. O último satélite de Ørsted permitiu uma comparação indicando um geodínamo dinâmico em ação que parece estar dando origem a um polo alternado sob o Oceano Atlântico, a oeste da África do Sul.

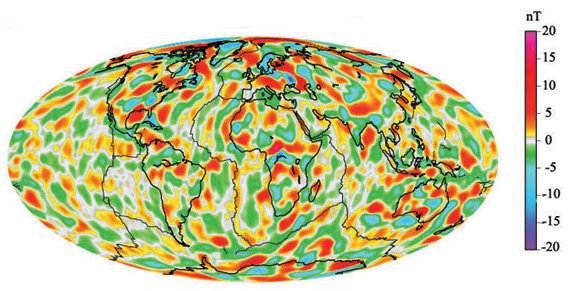
Um modelo das características de comprimento de onda curtas do campo magnético da Terra, atribuído a anomalias litosféricas

Os magnetômetros detectam pequenos desvios no campo magnético da Terra causados por artefatos de ferro, fornos, alguns tipos de estruturas de pedra e até valas e sambaquis na geofísica arqueológica. Usando instrumentos magnéticos adaptados a partir de detectores de anomalia magnética aerotransportados, desenvolvidos durante a Segunda Guerra Mundial para detectar submarinos, as variações magnéticas no fundo do oceano foram mapeadas. O basalto - uma rocha vulcânica rica em ferro que compõe o fundo do oceano - contém um mineral fortemente magnético (magnetita) e pode distorcer localmente as leituras de bússolas. A distorção foi reconhecida pelos navegadores islandeses no final do século XVIII. Mais importante, como a presença de magnetita fornece propriedades magnéticas mensuráveis ao basalto, essas variações magnéticas forneceram outro meio de estudar o fundo do oceano. Quando a rocha recém-formada esfria, esses materiais magnéticos registram o campo magnético da Terra.

### Modelos estatísticos

#### Harmônicos esféricos

Representação esquemática de harmônicos esféricos em uma esfera e suas linhas nodais. Pℓ m é igual a 0 ao longo de m grandes círculos passando pelos polos e ao longo de ℓ-m círculos de igual latitude. A função muda de sinal toda vez que cruza uma dessas linhas.

Exemplo de um campo quadripolar. Isso também pode ser construído movendo dois dipolos juntos.

A maneira mais comum de analisar as variações globais no campo magnético da Terra é ajustar as medidas a um conjunto de harmônicos esféricos. Isto foi feito pela primeira vez por Carl Friedrich Gauss. Harmônicos esféricos são funções que oscilam sobre a superfície de uma esfera. Eles são o produto de duas funções, uma que depende da latitude e outra da longitude. A função da longitude é zero ao longo de zero ou mais círculos passando pelos polos norte e sul; o número de tais linhas nodais é o valor absoluto da ordem m. A função da latitude é zero ao longo de zero ou mais círculos de latitude; isto mais a ordem é igual ao grau ℓ. Cada harmônico é equivalente a um arranjo específico de cargas magnéticas no centro da Terra. Um monopolo é uma carga magnética isolada, que nunca foi observada. Um dipolo é equivalente a duas cargas opostas reunidas e um quadripolo para dois dipolos reunidos. Um campo quadripolar é mostrado na figura inferior à direita.
Harmônicos esféricos podem representar qualquer campo escalar (função da posição) que satisfaça certas propriedades. Um campo magnético é um campo vetorial, mas se for expresso nos componentes cartesianos X, Y, Z, cada componente é a derivada da mesma função escalar chamada potencial magnético. As análises do campo magnético da Terra usam uma versão modificada dos harmônicos esféricos usuais que diferem por um fator multiplicativo. Um ajuste de mínimos quadrados às medições do campo magnético fornece o campo da Terra como a soma dos harmônicos esféricos, cada um multiplicado pelo melhor coeficiente de Gauss gmℓ ou hmℓ.
O coeficiente de Gauss de menor grau, g00, fornece a contribuição de uma carga magnética isolada, portanto é zero. Os próximos três coeficientes - g10, g11 e h11 - determinam a direção e a magnitude da contribuição do dipolo. O dipolo de melhor ajuste é inclinado em um ângulo de cerca de 10° em relação ao eixo de rotação, como descrito anteriormente.

#### Dependência radial
A análise harmônica esférica pode ser usada para distinguir fontes internas de fontes externas se as medidas estiverem disponíveis em mais de uma altura (por exemplo, observatórios e satélites no solo). Nesse caso, cada termo com coeficiente gmℓ ou hmℓ pode ser dividido em dois termos: um que diminui com o raio como 1/rℓ+1 e outro que aumenta com o raio como rℓ. Os termos crescentes se ajustam às fontes externas (correntes na ionosfera e magnetosfera). No entanto, em alguns anos, as contribuições externas são em média zero.
Os termos restantes preveem que o potencial de uma fonte dipolo (ℓ=1) caia na forma 1/r2. O campo magnético, sendo uma derivada do potencial, cairia como 1/r3. Os termos quadripolo caem como 1/r4 e os termos de ordem superior caem cada vez mais rapidamente com o raio. O raio do núcleo externo é cerca de metade do raio da Terra. Se o campo no limite do manto principal é adequado aos harmônicos esféricos, a parte dipolar é menor por um fator de cerca de 8 na superfície, a parte quadripolar por um fator de 16 e assim por diante. Assim, apenas os componentes com grandes comprimentos de onda podem ser notados na superfície. A partir de vários argumentos, geralmente se supõe que apenas termos com o grau 14 ou menos tenham sua origem no núcleo. Estes têm comprimentos de onda de cerca de 2 mil quilômetros ou menos. Características menores são atribuídas a anomalias da crosta.

#### Modelos globais
A Associação Internacional de Geomagnetismo e Aeronomia mantém um modelo de campo global padrão chamado Campo de Referência Geomagnético Internacional . É atualizado a cada cinco anos. O modelo de 11ª geração, IGRF11, foi desenvolvido usando dados de satélites (Ørsted, CHAMP e SAC-C) e uma rede mundial de observatórios geomagnéticos. A expansão harmônica esférica foi truncada no grau 10, com 120 coeficientes, até 2000. Os modelos subsequentes são truncados no grau 13 (195 coeficientes).
Outro modelo de campo global, chamado Modelo Magnético Mundial, é produzido em conjunto pelos Centros Nacionais de Informação Ambiental dos Estados Unidos (anteriormente o National Geophysical Data Center) e pelo British Geological Survey. Este modelo trunca no grau 12 (168 coeficientes) com uma resolução espacial aproximada de 3 mil quilômetros. É o modelo usado pelo Departamento de Defesa dos Estados Unidos, o Ministério da Defesa (Reino Unido), a Administração Federal de Aviação dos Estados Unidos (FAA), a Organização do Tratado do Atlântico Norte (OTAN) e o Escritório Hidrográfico Internacional, bem como por muitos sistemas civis de navegação.
Um terceiro modelo, produzido pelo Goddard Space Flight Center (NASA e GSFC) e pelo Instituto Dinamarquês de Pesquisa Espacial, usa uma abordagem de "modelagem abrangente" que tenta reconciliar dados com uma resolução temporal e espacial bastante variável das fontes terrestres e de satélite.
Para usuários com necessidades de maior precisão, os Centros Nacionais de Informações Ambientais dos Estados Unidos desenvolveram o Modelo Magnético Aprimorado (EMM), que se estende até o grau e ordem 790 e resolve anomalias magnéticas até um comprimento de onda de 56 quilômetros. Foi compilado a partir de pesquisas por satélite, marítimas, aeromagnéticas e magnéticas terrestres. Desde 2018, a versão mais recente, a EMM2017, inclui dados da missão de satélite Swarm da Agência Espacial Europeia.

## Influências

### Marés
O campo magnético da Terra é constituído a partir de muitas fontes contribuintes, desde o núcleo do planeta até a magnetosfera no espaço. Desembaraçar e identificar as diferentes fontes permite que os cientistas geomagnéticos coletem informações sobre os processos individuais que se combinam para criar o campo completo. Um contribuinte é o oceano. Mas como as marés afetam o campo magnético da Terra? A água do mar é um condutor elétrico e, portanto, interage com o campo magnético. À medida que as marés giram em torno das bacias oceânicas, a água do oceano tenta essencialmente puxar as linhas do campo geomagnético. Como a água salgada é um bom, mas não um ótimo condutor, a interação é relativamente fraca. O componente mais forte vem da maré lunar regular (M2), que ocorre cerca de duas vezes por dia (na verdade, 12,42 horas). Outras contribuições vêm de ondas, redemoinhos e até tsunamis.
A força da interação depende também da temperatura da água do oceano. Todo o calor armazenado no oceano, do topo da onda ao fundo do mar, agora pode ser inferido a partir de observações do campo magnético da Terra.

### Biomagnetismo
Animais, incluindo pássaros e tartarugas, podem detectar o campo magnético da Terra e usá-lo para navegar durante a migração. Alguns pesquisadores descobriram que vacas e veados selvagens tendem a alinhar seus corpos na direção norte-sul enquanto relaxam, mas não quando estão sob linhas de alta tensão, sugerindo que o magnetismo é responsável. Outros pesquisadores relataram em 2011 que não podiam replicar essas descobertas usando diferentes imagens do Google Earth.
Os pesquisadores descobriram que campos eletromagnéticos muito fracos perturbam a bússola magnética usada por piscos-de-peito-ruivo e outros pássaros canoros para navegar usando o campo magnético da Terra. Nem as linhas de energia nem os sinais dos celulares são os responsáveis pelo efeito do campo eletromagnético nos pássaros; em vez disso, os culpados têm frequências entre 2 kHz e 5 MHz. Isto inclui sinais de rádio AM e equipamentos eletrônicos comuns que podem ser encontrados em empresas ou residências particulares.